# Локалитет Циганија
Локалитет Циганија представља непокретно културно добро као археолошко налазиште код Доњег Милановца, у општини Мајданпек.
Локалитет чине остаци римских грађевина у насељу Циганмала, обухвата простор једне веће античке грађевине, а лежи у низу римских локалитета који везују Талиату са Равном. 
Дана 25. маја 1966. године је овај локалитет утврђен за културно добро и истог дана је уписан као потопљен локалитет.